# Santa Magdalena de Puigbarral
Santa Magdalena de Puigbarral és una ermita romànica del municipi de Terrassa, protegida com a bé cultural d'interès local. És situada al nord-est de Terrassa i al sud de Matadepera, entre la riera de les Arenes a l'oest i el barri de la Font de l'Espardenyera a l'est, en terrenys del Parc Agroforestal de Terrassa. S'hi accedeix pel camí dels Monjos, un trencall de la carretera de Matadepera que surt a mà dreta tot just travessat el pont de la riera de les Arenes, abans d'entrar al poble. Depèn de la parròquia de Sant Llorenç, al barri d'Ègara.

## Descripció
Es tracta d'una capella romànica d'una nau amb absis, arc triomfal de mig punt i dos arcs torals apuntats. El sostre presenta embigat de fusta i teula àrab. Damunt l'arc triomfal hi ha l'espadanya, d'una sola obertura i de confecció posterior. Presenta contraforts al mur de migdia, bastits en èpoques posteriors i conservats en la restauració de la capella.
Apareixen fragments d'opus spicatum a la façana i a l'absis.

## Història
La construcció es va iniciar probablement al segle x, però no és documentada fins a final del segle xiii, quan vivien a l'indret una comunitat de monges agustinianes que depenien del monestir de Santa Maria de Terrassa.
L'edifici, que al començament del segle XX estava en ruïnes, va ser restaurat per l'arquitecte Josep Pratmarsó l'any 1956.